# واکنش ساباتیه

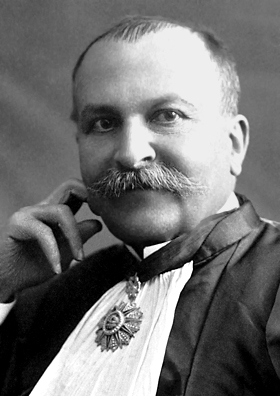
پل ساباتیه (۱۸۵۴-۱۹۴۱) برنده جایزه نوبل شیمی در سال ۱۹۱۲ و کاشف این واکنش در سال ۱۸۹۷ است.

واکنش ساباتیه یا فرایند ساباتیه(به فرانسوی: Sabatier)، فرآیندی شیمیایی است که طی آن متان و آب از واکنش هیدروژن با دی‌اکسید کربن در دماهای بالا (به شکل بهینه ۳۰۰-۴۰۰ درجه سانتی گراد) و فشار (در حدود ۳ مگاپاسکال) و در حضور کاتالیزور نیکل تولید می‌شود. این واکنش در سال ۱۸۹۷ توسط دو شیمیدانان فرانسوی به نام‌های پل ساباتیه و ژان باپتیست سندرنس کشف شد. روتنیوم روی آلومینا (آلومینیوم اکسید) کاتالیزور کارآمدتری برای این واکنش است. این فرایند به شکل واکنش گرمازای زیر توصیف می‌شود:

## همچنین ببینید
- استفاده از منابع محلی
- اصلاح بخار
- پیرولیز متان (برای هیدروژن)
- فرایند فیشر–تروپش